# Plesiodiadema amphigymnum
Plesiodiadema amphigymnum is een zee-egel uit de familie Aspidodiadematidae.
De wetenschappelijke naam van de soort werd in 1902 gepubliceerd door De Meijere.